# Akelarre (álbum)
Akelarre es el primer álbum de estudio de la cantante y bailarina española Lola Índigo. Fue lanzado al mercado el 17 de mayo de 2019 a través del sello discográfico Universal Music Spain. El álbum cuenta con las colaboraciones musicales de Mala Rodríguez y Nabález, entre otros. El diseño gráfico fue realizado por Luis Valverde y la fotografía por Victoria Goméz.

## Antecedentes
Tras abandonar la academia del programa televisivo Operación Triunfo en su novena edición en noviembre de 2017, el futuro de la cantante Lola Índigo (en dicho momento conocida como Mimi) era incierto pues, al ser esta la primera en partir del talent show, no tendría la gran proyección musical como otros de los concursantes de este, hecho que preocupaba a fanáticos y crítica. Tras anunciar en junio de 2018 su cambio de nombre artístico a Lola Índigo y la creación de una agrupación donde la música y la danza serían protagonistas y ella vocalista, volvió a captar la atención de muchos. Finalmente, el 20 de julio de ese mismo año, fue lanzado a plataformas digitales el primer sencillo de la cantante, "Ya No Quiero Ná", el cual debutó en la tercera posición en las listas de ventas españolas. Tras ser este nombrado "el mejor sencillo de un ex-concursante de Operación Triunfo 2017", Universal Music Spain siguió adelante con la cantante, ampliando su contrato discográfico para poder, de tal manera, lanzar un álbum de estudio de cara a 2019.
Tras el lanzamiento del segundo sencillo de la artista, "Mujer Bruja" en diciembre de 2018, en colaboración con la rapera española Mala Rodríguez, la temática de la brujería comenzó a ser muy usada por la cantante en sus perfiles de redes sociales. Tras muchos rumores, Índigo hizo oficial el nombre del disco, Akelarre, durante su participación en el programa de canto "La Mejor Canción Jamás Cantada" el 15 de marzo de 2019. Allí mismo dijo que este saldría en primavera, probablemente a finales del mes de abril. El 30 de abril, la cantante anunció vía sus redes sociales la portada, tracklist y fecha de lanzamiento de su primer trabajo discográfico.

## Promoción

### Sencillos
Índigo anunció el lanzamiento de su primer sencillo el 2 de julio de 2018, dieciocho días antes de su lanzamiento en plataformas musicales. Alabado por crítica y público, "Ya No Quiero Ná" funcionó muy bien. La promoción de este tema fue llevado a cabo en festivales como el Coca-Cola Music Experience así como en programas de televisión como Operación Triunfo o Viva la Vida. El tema debutó en la tercera posición en la lista de ventas española, siendo esta su posición más alta.
A finales de octubre de 2018, la granadina anunció que cantaría el tema inédito "Mujer Bruja" en su Índigo Tour, el cual comenzaría en noviembre de ese mismo año en Granada y recorrería varias ciudades españolas durante el resto del año y principios del siguiente. Este segundo sencillo, en colaboración con Mala Rodríguez, fue lanzado al mercado musical el 21 de diciembre de ese mismo año. Promocionado en programas de TV como Fama, a bailar, el sencillo consiguió colocarse en la sexta posición en las listas de ventas así como ser disco de platino en España.
Por medio de sus redes sociales, Lola Índigo anunció el en abril de 2019 que el tercer sencillo de su nuevo álbum "Maldición", en colaboración con el rapero español Lalo Ebratt sería lanzado el 26 de abril de ese mismo año. Comunicó que este sería el último sencillo antes del lanzamiento del disco completo. Tras 10 semanas en listas de ventas consiguió obtener el disco de oro tras vender más de 20,000 copias.

### Sencillos promocionales
Tras abandonar la academia de Operación Triunfo en 2018, esta volvió como una de las cantantes más influyentes del panorama musical español para ser la mentora de los concursantes de la novena edición del talent show centrado en el baile. Volvió como tal y, además, con un tema bajo el brazo para la cabecera de la nueva temporada del concurso, "Fuerte". Lanzado el 22 de enero de 2019, "Fuerte" fue el primer sencillo del álbum recopilatório del programa así como el primer sencillo promocional del disco de Índigo. El tema estuvo dentro del top 50 de las canciones más vendidas de España la semana de su lanzamiento. "Fuerte" fue promocionado en talk shows como Late Motiv o La Resistencia de Movistar+ así como en el programa del que es cabecera.
El tercer día de abril de 2019, la cantante anunció vía sus redes sociales "El Humo", el tema principal de la banda sonora de la película de Mediaset "Lo Dejo Cuando Quiera". El tema fue estrenado siete días después de su anuncio así como su videoclip. Este último contó con la participación de los concursantes de Fama, a bailar 2019 y fue estrenado en directo en la final de Gran Hermano Dúo.

## Gira de conciertos
El 30 de abril de 2019, Índigo anunció las fechas de su segunda gira de conciertos, Akelarre Tour. Este comenzó el 4 de mayo de 2019 en el auditorio Fibes de Sevilla. Está previsto que visite grandes festivales españoles como el Primavera Pop o el festival Cabo de Plata.
| Fecha                    | Ciudad                  | Recinto                |
| 4 de mayo de 2019        | Sevilla                 | Fibes                  |
| 10 de mayo de 2019       | Granada                 | Palacio de Congresos   |
| 11 de mayo de 2019       | Alcobendas              | Parque de Andalucía    |
| 6 de junio de 2019       | Islantilla              | Costa de la Luz        |
| 8 de junio de 2019       | Badajoz                 | Fiesta de los Palomos  |
| 21 de junio de 2019      | Alicante                | Sala The One           |
| 28 de junio de 2019      | Barcelona               | Pueblo Español         |
| 29 de junio de 2019      | Cortes                  | Espacio Holika         |
| 2 de julio de 2019       | Teruel                  | Palacio de Congresos   |
| 13 de julio de 2019      | Baracaldo               | Herriko Plaza          |
| 19 de julio de 2019      | Gandía                  | Varadero Puerto Gandía |
| 21 de julio de 2019      | Santander               | Campos del Malecón     |
| 25 de julio de 2019      | Barbate                 | Puerto de Barbate      |
| 26 de julio de 2019      | Villanueva de la Serena | Anexo Estadio          |
| 3 de agosto de 2019      | Burriana                | Playa del Arenal       |
| 12 de agosto de 2019     | Gijón                   | Playa de Poniente      |
| 13 de agosto de 2019     | San Sebastián           | Explanada de Sagüés    |
| 18 de agosto de 2019     | Pontevedra              | Plaza de España        |
| 23 de agosto de 2019     | Antequera               | Recinto Ferial         |
| 7 de septiembre de 2019  | Alcalá de Henares       | Palacio Arzobispal     |
| 15 de septiembre de 2019 | Yecla                   | Real de la Feria       |
| 20 de septiembre de 2019 | Villanueva y Geltrú     | La Daurada Beach Club  |
| 27 de septiembre de 2019 | Torrijos                | Recinto Ferial         |
| 28 de septiembre de 2019 | Córdoba                 | Teatro de la Axerquia  |
| 3 de octubre de 2019     | Soria                   | Plaza Mayor            |
| 4 de octubre de 2019     | Madrid                  | IFEMA                  |
| 11 de octubre de 2019    | Oropesa                 | Caseta Municipal       |
| 12 de octubre de 2019    | Zaragoza                | Plaza del Pilar        |
| 30 de noviembre de 2019  | Gerona                  | Sala La Mirona         |

### Conciertos cancelados
| Fecha                 | Ciudad                 | Recinto                   | Motivo                |
| 10 de junio de 2019   | Marbella               | Recinto Ferial            | Lesión                |
| 22 de agosto de 2019  | Paterna                | Colegio Villar Palasi     | Desconocido           |
| 30 de agosto de 2019  | Las Torres de Cotillas | Parque de la Constitución | Conflicto logístico   |
| 10 de octubre de 2019 | Nerja                  | Recinto Ferial            | Dificultades técnicas |

## Lista de canciones
| N.º   | Título                              | Escritor(es) | Productor(es)                                                                                      | Duración |  |
| 1.    | «Mujer Bruja» (con Mala Rodríguez)  | Miriam Doblas Muñoz · María Rodríguez Garrido · Miguel Ángel Ospino                                                                                        | Yera                                                                                               | 3:23     |  |
| 2.    | «Maldición» (con Lalo Ebratt)       | Doblas · Eduardo Mario Ebratt · Felipe González Abad · Ospino                                                                                              | Nabález · Yera                                                                                     | 3:08     |  |
| 3.    | «Inocente»                          | Doblas · Bryan Lezcano · Kevin Jiménez · Felipe Arias · George Steeward Forbes James · Johnatan Ballesteros · Martvin Hawkins Rodríguez                    | Chan El Genio · Kevin ADG · George Steeward Forbes James · Marvin Hawkins Rodríguez · The Rudeboyz | 2:57     |  |
| 4.    | «Subliminal» (con Maikel Delacalle) | Doblas · Lezcano · Jiménez · Mikel Cabello Negrin · Andrés Uribe Marín · Arias                                                                             | Chan El Genio · Kevin ADG · Ily Wonder · The Rudeboyz                                              | 2:58     |  |
| 5.    | «Fuerte»                            | Doblas · Carlos Padilla Linares · Mateus Seabra · Rodrigo Carmo                                                                                            | Red Mojo · Stygo                                                                                   | 3:03     |  |
| 6.    | «El Humo»                           | Doblas · David Escobar Rivera · David Lorduy Hernandez · Juan Camilo Fernández García · Juan Pablo Velásquez Zuluaga · Mateo Cano Calderón · Vicente Barco | Der · J Blunt · Tezzel                                                                             | 2:46     |  |
| 7.    | «No Se Toca»                        | Doblas · Andrés Felipe Rivera · Escobar · Fernández · Cano                                                                                                 | Der · Tezzel · Santiago Deluchi                                                                    | 2:32     |  |
| 8.    | «Amor Veneno» (con Nabález)         | Doblas · González · Germán Duque Molano | Mango · Nabález                                                                                    | 3:23     |  |
| 9.    | «Ya No Quiero Ná»                   | Doblas · Bruno Hermes Valverde Juárez · Hajar Sbihi · Lewis Peter Pickett                                                                                  | Bruno Valverde Juárez                                                                              | 3:12     |  |
| 10.   | «Game Over»                         | Doblas · González · Ospino | Nabález · Yera                                                                                     | 3:15     |  |
| 30:39 |                                     | | |          |  |

| Akelarre (edición especial) |                                                 | |                          |          |  |
| N.º                         | Título                                          | Escritor(es) | Productor(es)            | Duración |  |
| 11.                         | «LUNA»                                          | Miriam Doblas Muñoz · David Lorduy Hernández · Juan Camilo Fernández · Juan Camilo Álvarez Norena · Mateo Cano Calderón · Vicente Jiménez Gómez Del Barco | Tezzel · Mango · Nabález | 3:29     |  |
| 12.                         | «Santería» (con Danna Paola y Denise Rosenthal) | Doblas · Felipe González Abad · Danna Paola · David Esteban Murillo Rodríguez · Denise Sofía Rosenthal Schalchli · Germán Gonzalo Duque Molano            | Nabález · Mango          | 3:04     |  |
| 37:13                       |                                                 | |                          |          |  |

## Lanzamiento
| Región | Fecha                    | Formato              | Discográfica    |
| ------ | ------------------------ | -------------------- | --------------- |
| Mundo  | 17 de mayo de 2019       | CD, descarga digital | Universal Music |
| España | 23 de septiembre de 2019 | Vinilo               | Universal Music |